# Голенищев-Кутузов, Илья Николаевич
Илья́ Никола́евич Голени́щев-Куту́зов (12 [25] апреля 1904, сельцо Натальино, Саратовская губерния — 26 апреля 1969, Москва) — русский и советский филолог, поэт, переводчик. Специалист по романской и славянской филологии и сравнительному литературоведению, автор трудов о Данте и литературе эпохи Ренессанса.

## Биография
В детстве жил в Симферополе, где поступил в гимназию.
С 1920 года — в эмиграции в Болгарии, затем в Югославии. В 1921 году окончил 1-ю русско-сербскую гимназию, в 1925 году — Белградский университет по специальности «романская филология и югославская литература», где в числе его учителей был Е. В. Аничков. В 1923—1925 годах возглавлял созданный по его инициативе поэтический кружок «Гамаюн». Преподавал французский язык в Никшиче (1925) и Дубровнике (1925—1929). В 1927 и 1928 годах посещал Италию, летом 1927 года познакомился с Вяч. Ивановым, значительно повлиявшим на его творческую и научную деятельность. В 1929 году принял югославское подданство.
В 1929—1934 годах жил в Париже, учился в Высшей школе исторических и филологических наук при Сорбонне. Активно печатался в русской периодике как поэт, журналист, эссеист, критик; выступал с докладами на собраниях «Зелёной лампы», религиозно-философской академии (по приглашению Н. А. Бердяева). В 1933 году защитил докторскую диссертацию о ранних влияниях итальянской литературы Возрождения на французскую словесность XIV—XV веков; в том же году в Белграде вышла подготовленная им «Антология новой югославянской лирики», где в качестве переводчиков выступили сам Голенищев-Кутузов, А. П. Дураков и Е. Л. Таубер. В мае 1934 года был избран приват-доцентом Белградского и Загребского университетов. В 1938 году опубликовал в журнале «Смена» статьи о первом томе «Поднятой целины» М. А. Шолохова и романе А. Н. Толстого «Пётр I», в результате был арестован югославской полицией за «советскую пропаганду» (номера журнала со статьями были конфискованы).
С 1941 года участвовал в антифашистском движении «Народный фронт»; был узником концлагеря «Баница» (1941—44). С 1944 года воевал в партизанском отряде и в рядах Народно-освободительной армии.
В августе 1946 года получил советское гражданство, с 1947 года начал выступать в советской печати. В 1949 году, во время кризисной ситуации между СССР и титовской Югославией, был арестован, провёл четыре года в тюрьме. В 1954—1955 — профессор русского языка Института им. Ленина при Будапештском университете (Венгрия).
Летом 1955 года переехал в СССР. Был принят в ИМЛИ АН СССР. Профессор МГУ (1956—1958). Член Союза писателей СССР (1965), член редколлегии серии «Литературные памятники».
Похоронен на Переделкинском кладбище.

### Семья
И. Н. Голенищев-Кутузов приходился правнучатым племянником фельдмаршалу М. И. Кутузову.
Отец — Николай Ильич Голенищев-Кутузов (1875—1925), полковник; в эмиграции служил в Таможенном управлении КСХС с сохранением чина.
Мать — Вера Александровна (урожд. Бодиско, 1877—1961).
Жена:
- в 1-м браке — Елена (урожд. Циглер);
  - сын: Илларион (р. 1926);
- во 2-м браке — Ольга (урожд. Бреверн; р. 1912)[3].
- в 3-м браке — Мария Фёдоровна (урожд. Искра Вениаминовна Мурштейн; 1925—2010)